# Haploa lecontei
Haploa lecontei là một loài bướm đêm thuộc phân họ Arctiinae, họ Erebidae. It is found Nova Scotia to Georgia, phía tây đến Manitoba through Arkansas.
Sải cánh dài 36–50 mm.
The larvae feed nhiều loại cây, bao gồm táo, blackberry, peach và spearmint.

## Hình ảnh

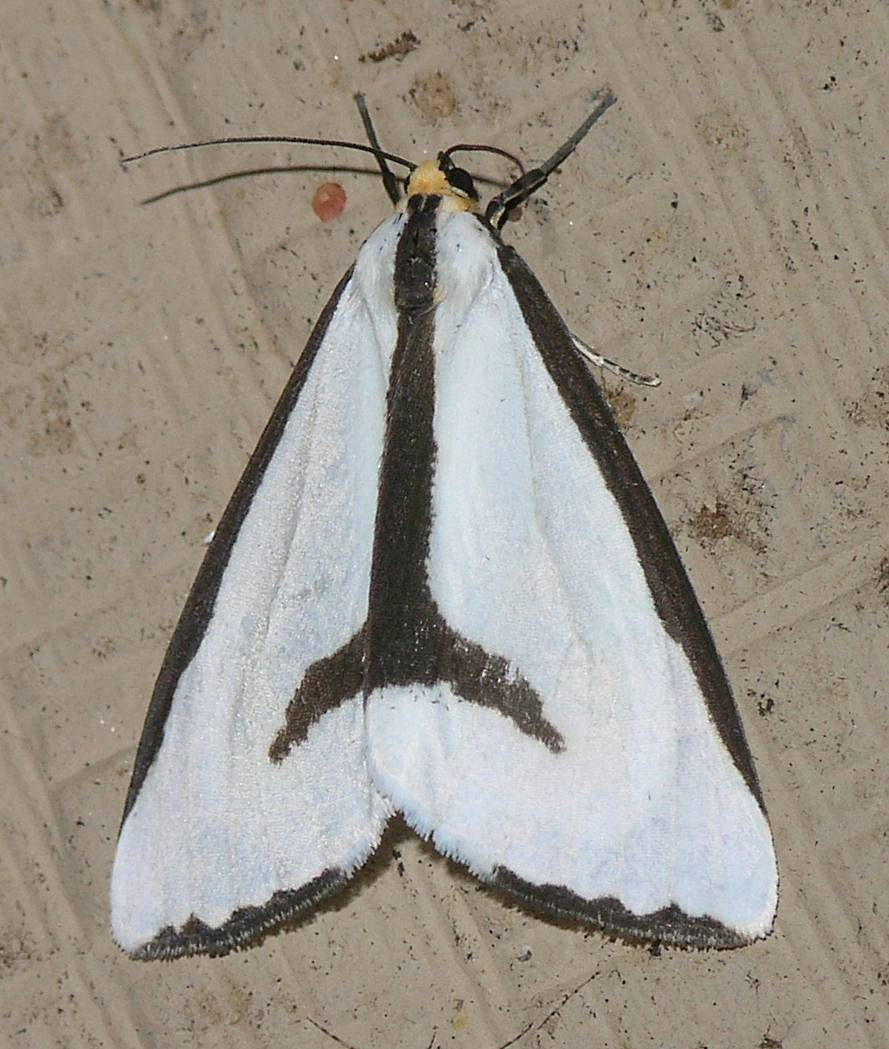